# Base Jang Bogo
La base Jang Bogo (장보고기지) est une base sud-coréenne dans la baie Terra Nova sur la terre Victoria en Antarctique. Elle tire son nom de Jang Bogo qui a régné sur les mers et les iles du sud de la Corée au VIIIe siècle. Son objectif principal est l'étude des glaciers, des météorites et de la couche d'ozone ainsi que l'ingénierie en milieu polaire. Elle est placée sous la responsabilité de l'Institut coréen pour la recherche polaire (KOPRI).

## Construction
Le brise-glace coréen RV Araon a entamé les recherches de l'emplacement de la base dès son lancement en 2010,.
Sa construction s'est déroulée pendant l'été austral de décembre 2012 à mars 2013 et d'octobre 2013 à février 2014. Le 12 février, 300 personnes étaient présentes lors de son inauguration dont Kang Chang-hee, le président de l'Assemblée nationale et Moon Hae-nam, le vice-ministre adjoint des Océans et de la Pêche. Grande de 4458 m2 et située au bord de la mer, la base est prévue pour accueillir 15 personnes en hiver et 60 en été et est composée de 16 bâtiments et 24 annexes. Pour ce projet, un investissement de 107 milliards de wons (environ 75 millions d'euros) a été prévu pour la période 2006-2014. Finalement, les frais de construction se sont élevés à 104,7 milliards de wons.
La base Jang Bogo est la deuxième station sud-coréenne dans l'Antarctique. Une des raisons pour sa construction est la concurrence accrue pour le contrôle des ressources naturelles du continent et la montée des tensions liées à la souveraineté territoriale. L'autre raison est que la première base, la base du roi Sejong, située plus au nord, n'était pas complètement adaptée aux études sur les aurores polaires, le magnétisme et les glaciers. Tout comme cette première base, elle est ravitaillée par le RV Araon. 
L'emplacement a été choisi au début de 2010 par 22 scientifiques qui sont allés visiter les sites envisageables à l'aide du nouveau brise-glace coréen, l'Araon. La principale solution alternative était le cap Burks sur la terre de Marie Byrd. La protection de l'environnement a été un critère important dans la réalisation du projet avec un objectif de zéro déchets lors de la construction et de l'utilisation de la station et avec une utilisation maximale des énergies alternatives (60 kW pour le vent et 30 kW pour le soleil face à 270 kW de diesel).
La station italienne Mario Zucchelli se trouve dans la même baie, à seulement 8,5 km, de même que la petite base allemande Gondwana, à seulement 1 km au sud.